# Moonbird

Moonbird est un film de court métrage d'animation américain réalisé par John Hubley et sorti en 1959.
Il a remporté l'Oscar du meilleur court métrage d'animation en 1960. C'est le premier film d'animation indépendant à remporter cette récompense. Il a été préservé par l'Académie des Oscars en 2003.

## Synopsis
Deux petits garçons cherchent à découvrir « l'oiseau de lune ».

## Fiche technique
- Réalisation : John Hubley
- Production : John Hubley et Faith Hubley
- Animateur principal : Bobe Cannon[3]
- Durée : 10 minutes
- Dates de sortie: 
  - États-Unis : 29 janvier 1959

## Distribution
Les voix sont celles des enfants des réalisateurs.
- Mark Hubley : voix
- Ray "Hampy" Hubley : voix

## Distinction
- 1960 : Oscar du meilleur court métrage d'animation[5]